# Lindtjärnen (Grava socken, Värmland, 659819-136549)
Lindtjärnen är en sjö i Karlstads kommun i Värmland och ingår i Göta älvs huvudavrinningsområde.